# District (Syrie)

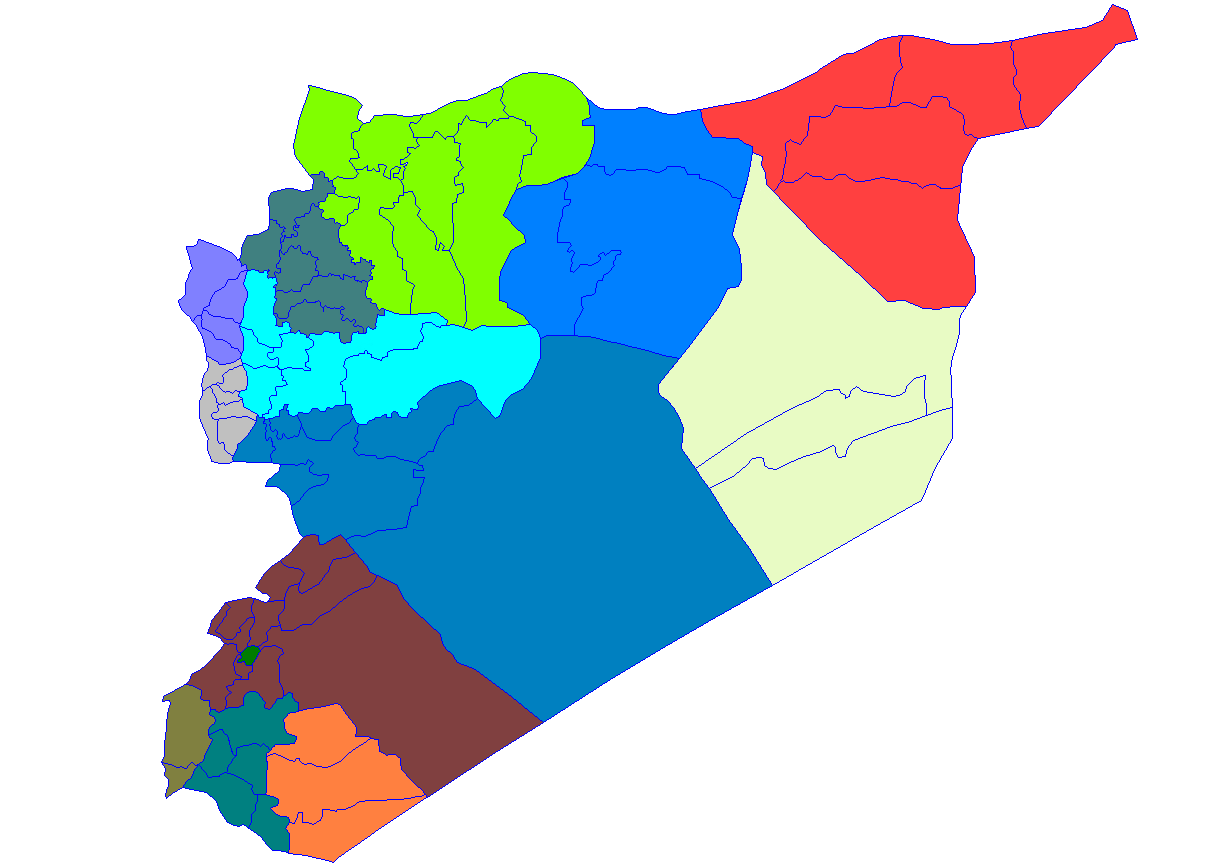
Districts de Syrie
Gouvernorat d'Alep
Gouvernorat de Damas
Gouvernorat de Deraa
Gouvernorat de Deir ez-Zor
Gouvernorat de Hama
Gouvernorat de Hassaké
Gouvernorat de Homs
Gouvernorat d'Idlib
Gouvernorat de Lattaquié
Gouvernorat de Kuneitra
Gouvernorat de Racca
Gouvernorat de Rif Dimachq
Gouvernorat de Soueïda
Gouvernorat de Tartous

Les 65 districts ou mintakas de Syrie (en arabe : مناطق / manāṭiq, au singulier منطقة / minṭaqa) forment les 14 gouvernorats de Syrie. La ville de Damas constitue un tel district. Les districts sont eux-mêmes divisés en 281 sous-districts ou « nahiés » (en arabe : نواحي / nawāḥī, au singulier ناحية / nāḥiya). Les districts portent le même nom que leur capitale.
Les districts et sous-districts sont administrés par des fonctionnaires nommés par le gouverneur après approbation du ministre de l'Intérieur. Ces fonctionnaires travaillent avec des conseils de district élus pour s'occuper de besoins locaux divers et servent d'intermédiaires entre les autorités du gouvernement central et les chefs traditionnels locaux, des sortes de chefs de village, chefs de clans et conseils des sages.
Les districts sont listés ci-dessous par gouvernorat (avec les capitales de district en gras). La ville de Damas, capitale de la Syrie, est à la fois un gouvernorat, un district, et un sous-district.
Certaines parties du gouvernorat de Kuneitra sont sous l'occupation d'Israël depuis 1967 (voir plateau du Golan).

## Liste des districts
Au total, la Syrie est divisée en 65 districts répartis dans 14 gouvernorats.

### Gouvernorat d'Alep

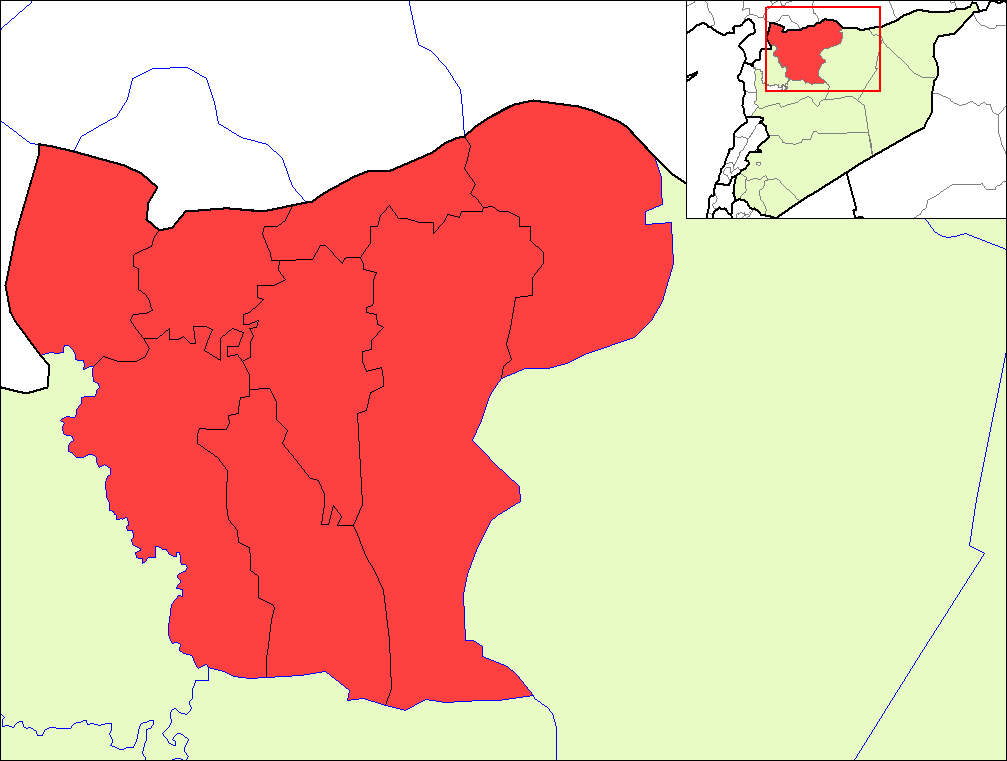

- District d'Afrin
- District d'Al-Bab
- District d'Atarib
- District d'Ayn al-Arab
- District d'Azaz
- District de Dayr Hafir
- District de Jerablus
- District de Manbij
- District du Mont Siméon
- District d'As-Safira

### Gouvernorat de Damas
- Damas

### Gouvernorat de Deraa

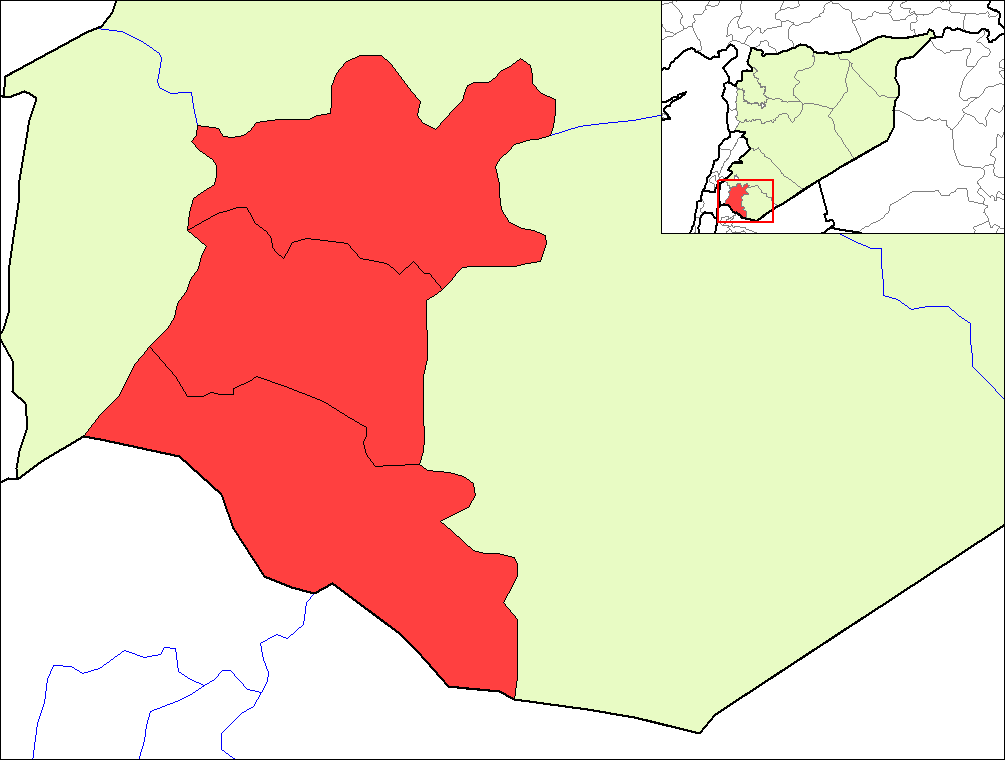

- District d'Al-Sanamayn
- District de Deraa
- District d'Izra

### Gouvernorat de Deir ez-Zor

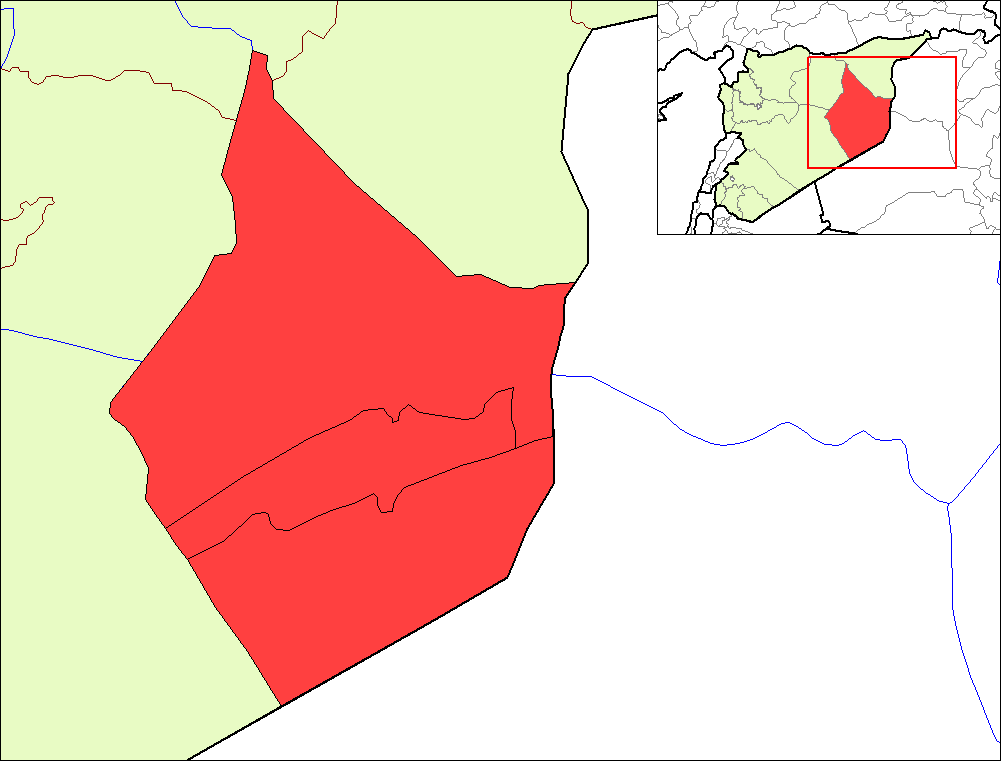

- District d'Abu Kamal (en)
- District de Deir ez-Zor (en)
- District de Mayadin (en)

### Gouvernorat de Hama

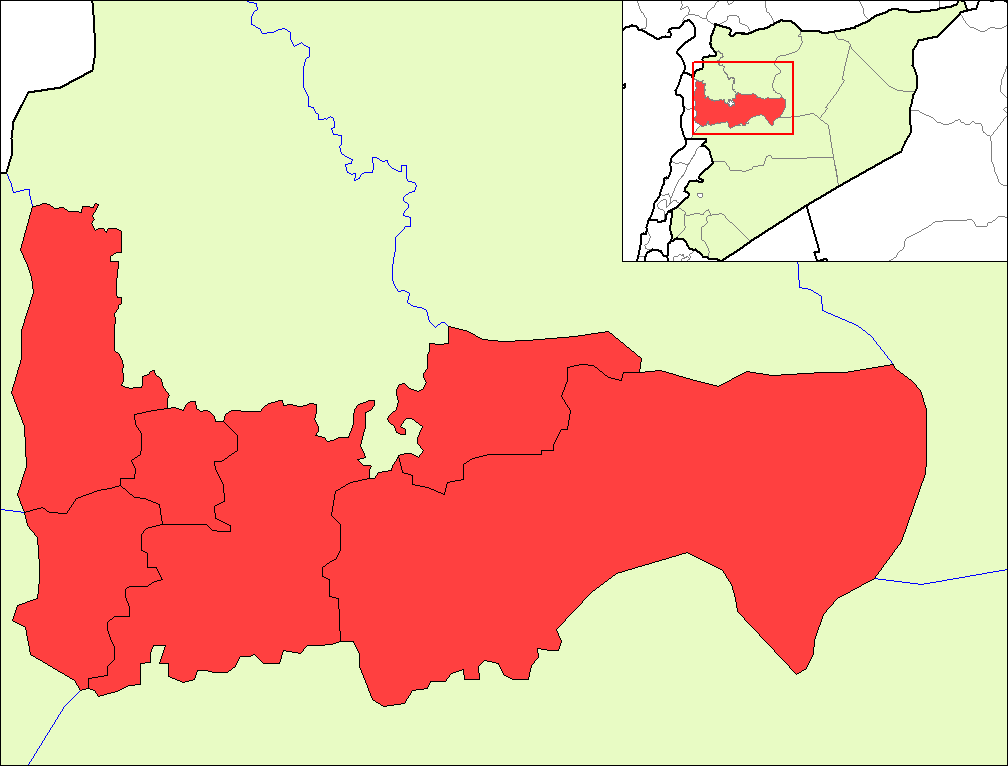

- District de Salamyeh (en)
- District d'Al-Suqaylabiyah (en)
- District de Hama
- District de Masyaf
- District de Mhardeh (en)

### Gouvernorat de Hassaké

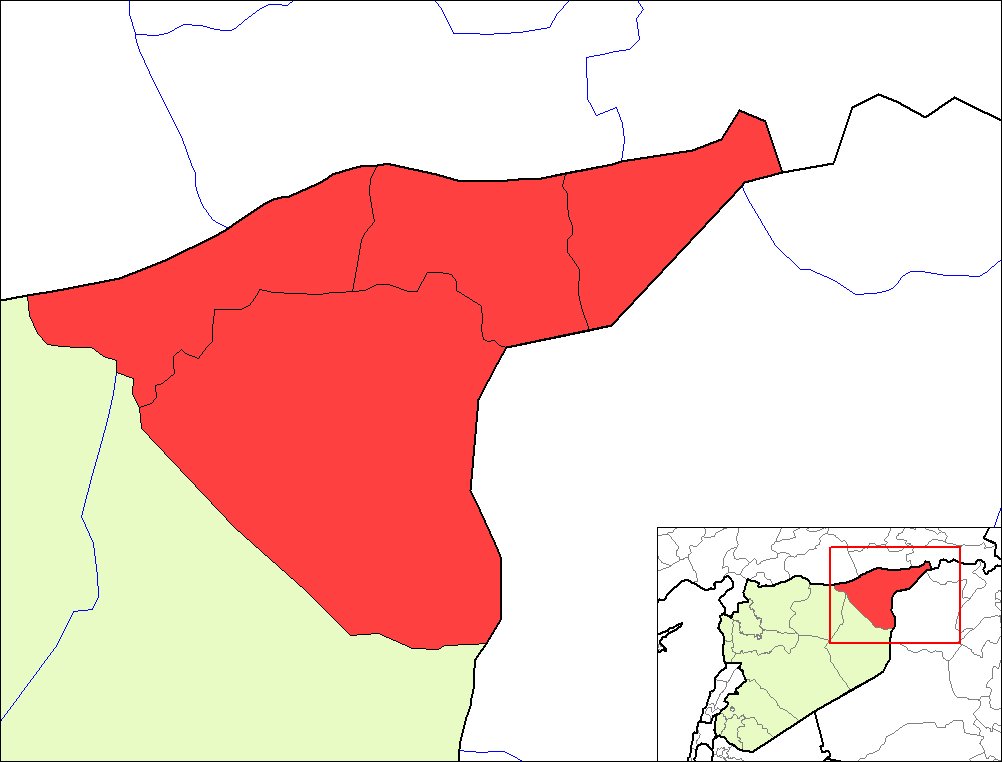

- District de Hassaké
- District d'Al-Malikiyah
- District de Qamichli
- District de Ras al-Aïn

### Gouvernorat de Homs

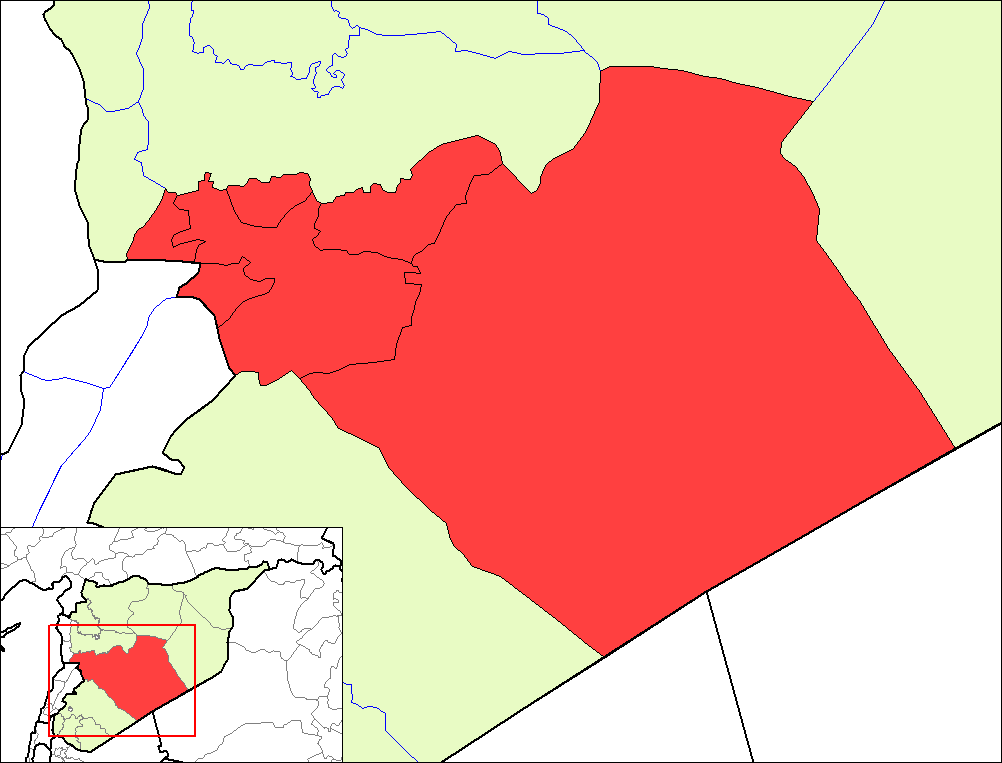

- District d'Al-Muharram (en)
- District de Qousseir (en)
- District de Rastane (en)
- District de Homs
- District de Tadmor
- District de Taldou (en)
- District de Tell Kalakh (en)

### Gouvernorat d'Idlib
- District d'Ariha (en)
- District de Harim (en)
- District d'Idlib (en)

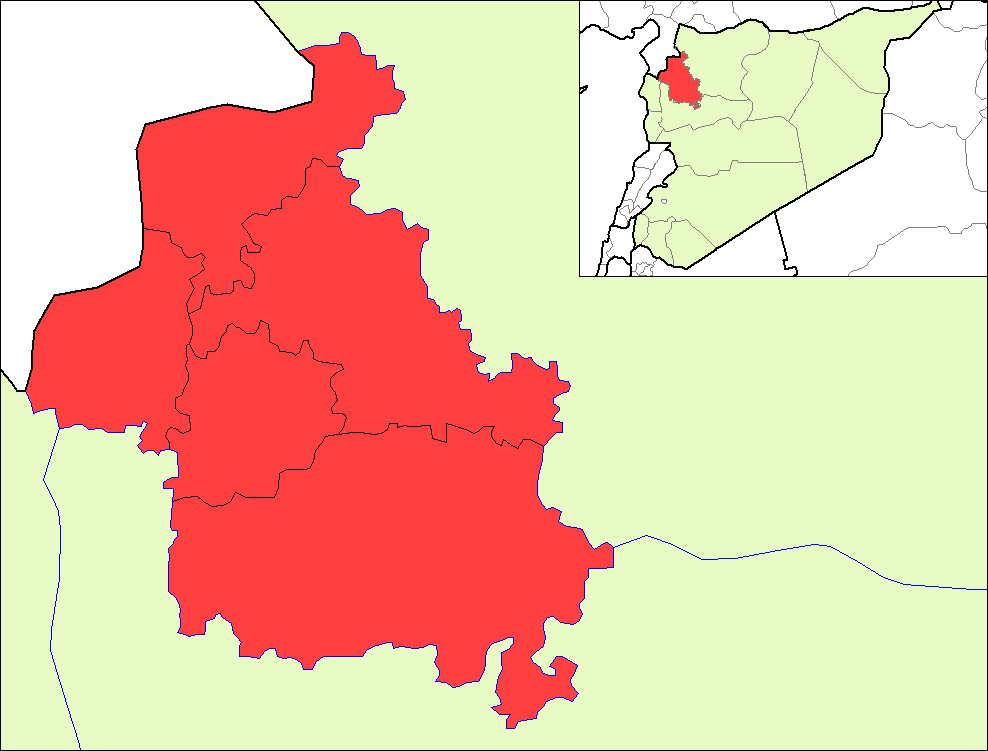

- District de Jisr al-Choghour (en)
- District de Ma'arrat al-Numan (en)

### Gouvernorat de Lattaquié

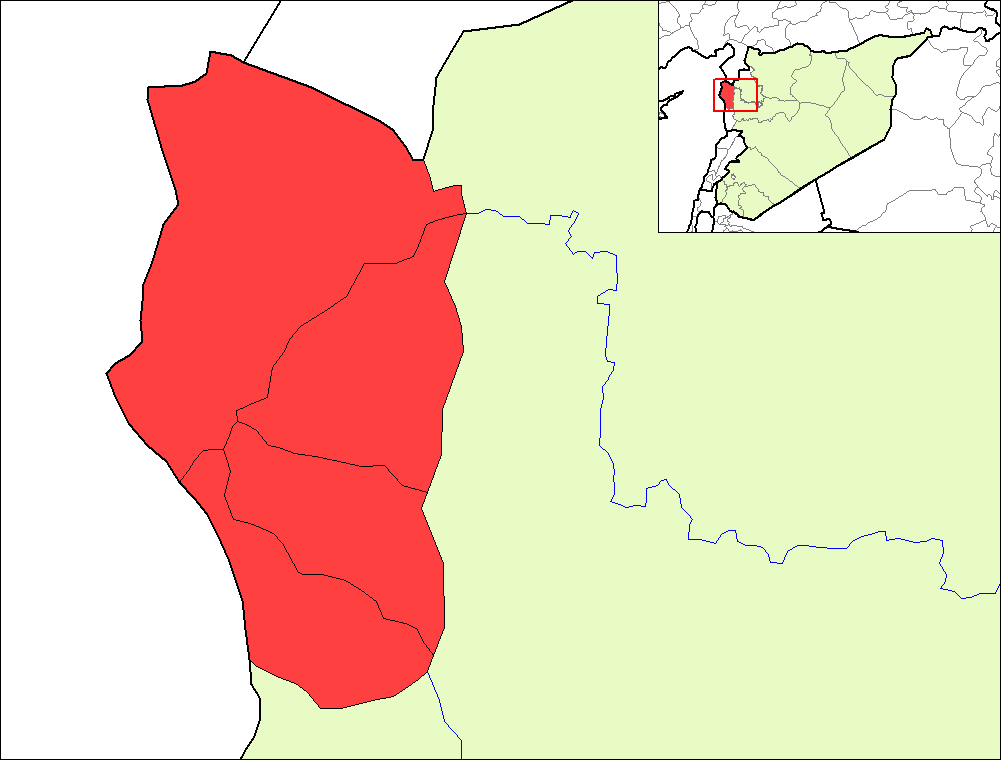

- District d'Al-Haffah District (en)
- District de Jablé (en)
- District de Lattaquié
- District de Ma'arrat al-Numan (en)
- District de Qardaha (en)

### Gouvernorat de Qouneitra

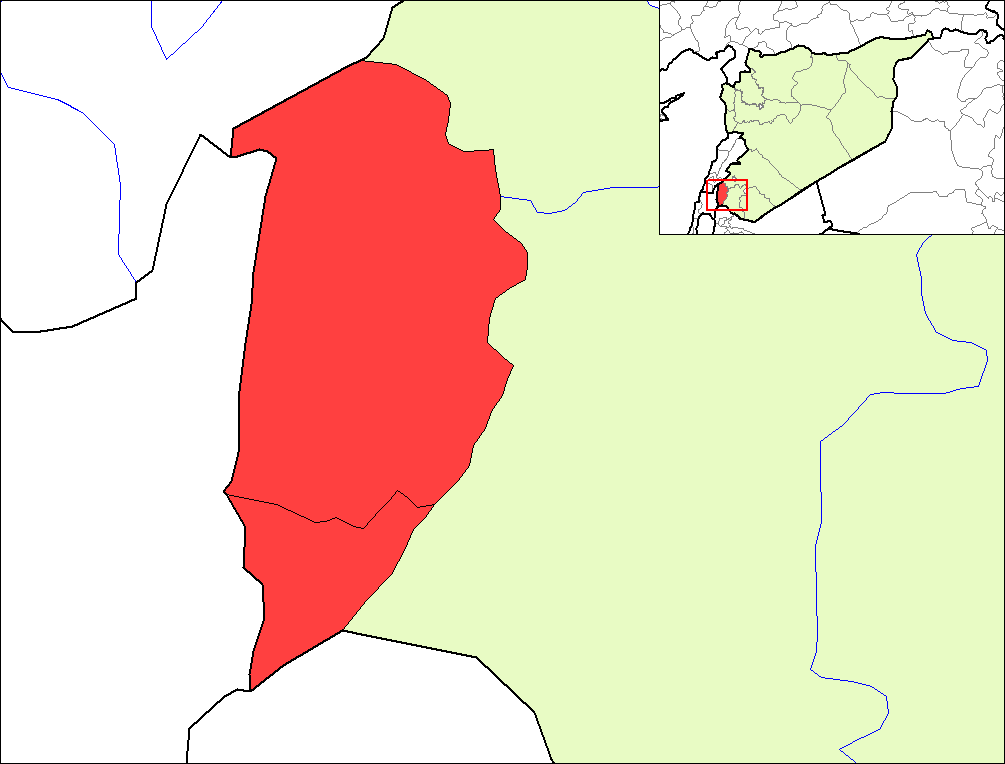

- District de Fiq (en)
- District de Qouneitra (en)

### Gouvernorat de Raqqa

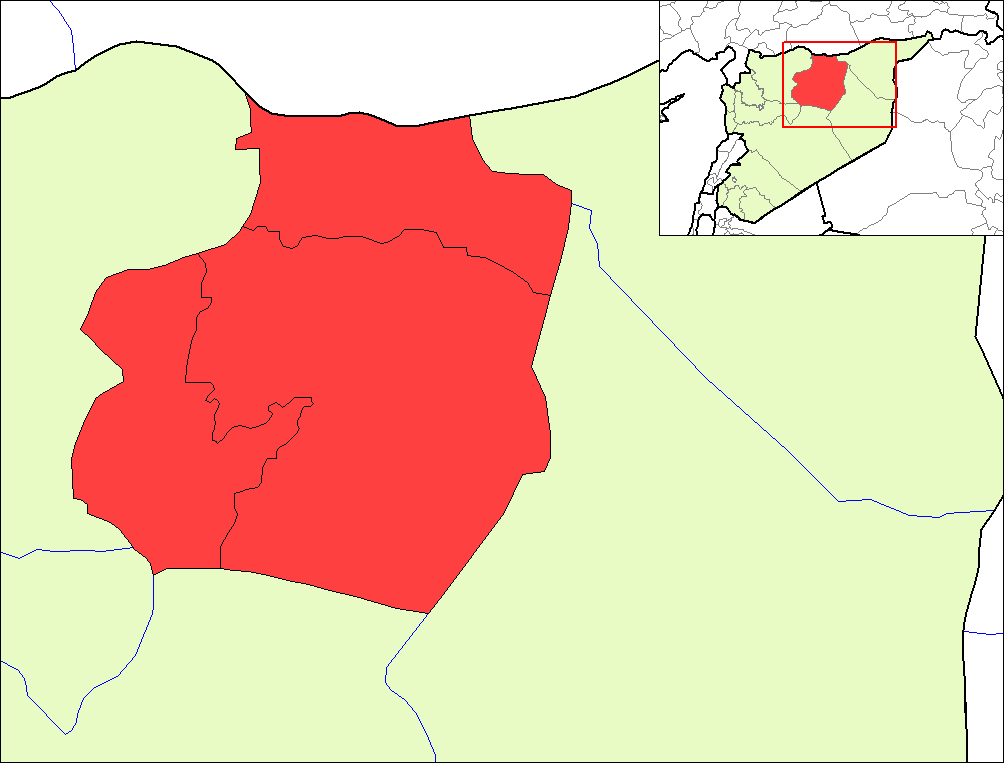

- District d'Al-Thawrah (en)
- District de Raqqa (en)
- District de Tell Abyad (en)

### Gouvernorat de Rif Dimachq

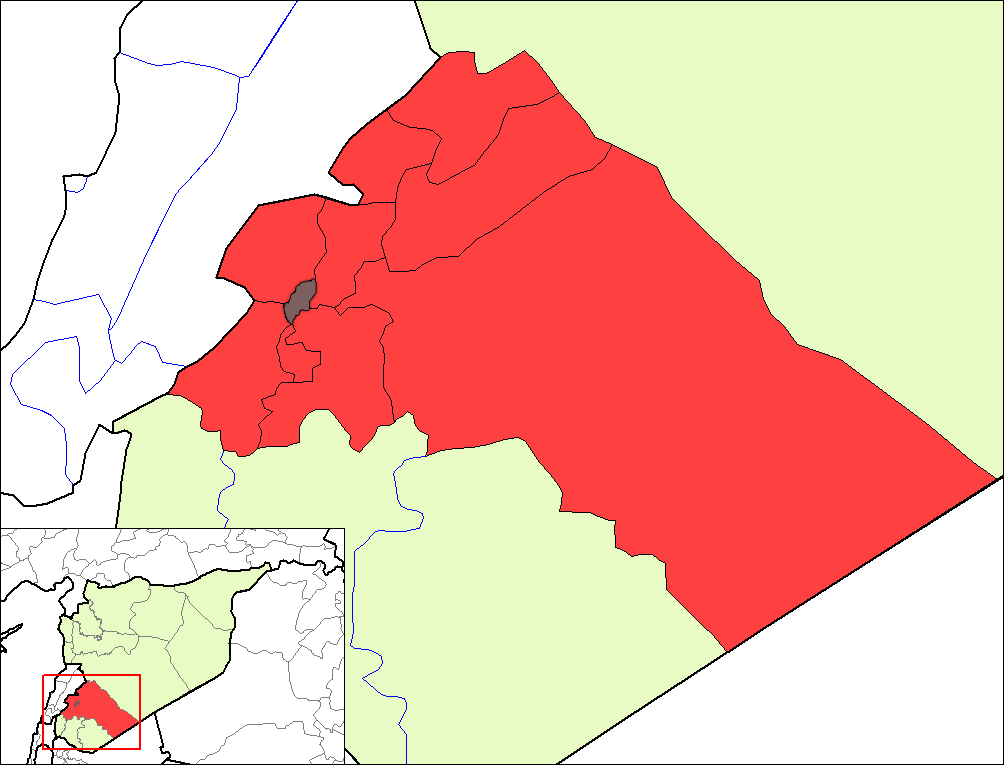

- District d'an-Nabk
- District d'al-Qutayfah
- District d'al-Tall
- District d'az-Zabadan
- District de Darayya
- District de Douma
- District de Markaz Rif Dimachq
- District de Qatana
- District de Qudsaya
- District de Yabroud

### Gouvernorat de Soueïda

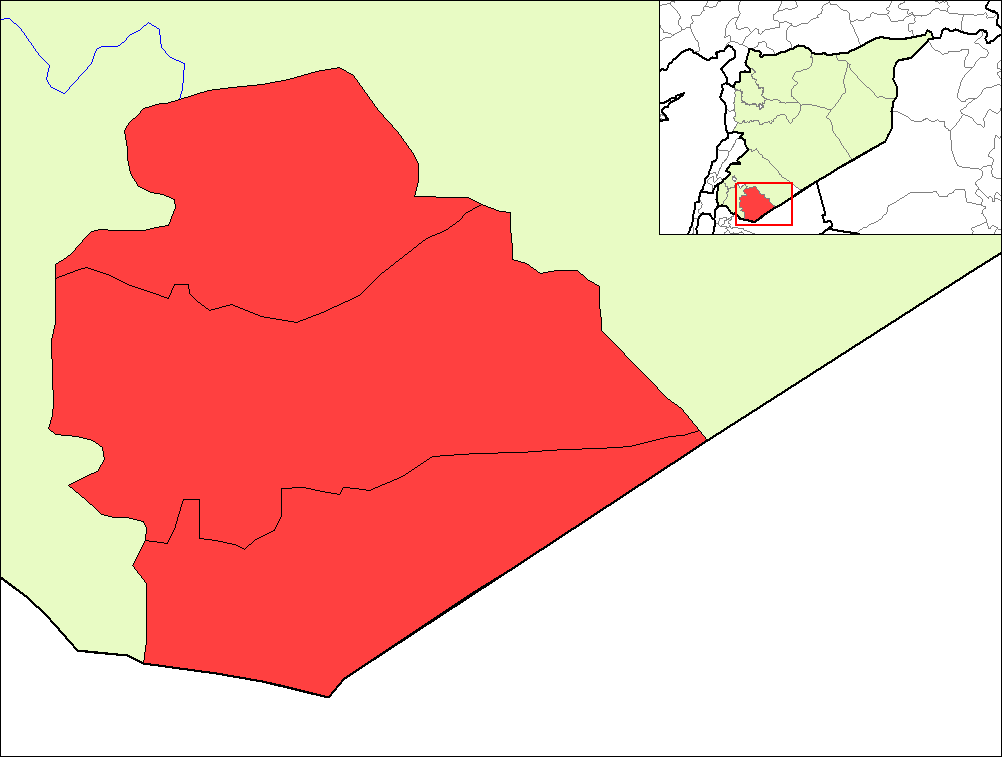

- District de Soueïda (en)
- District de  Salkhad (en)
- District de Chahba (en)

### Gouvernorat de Tartous

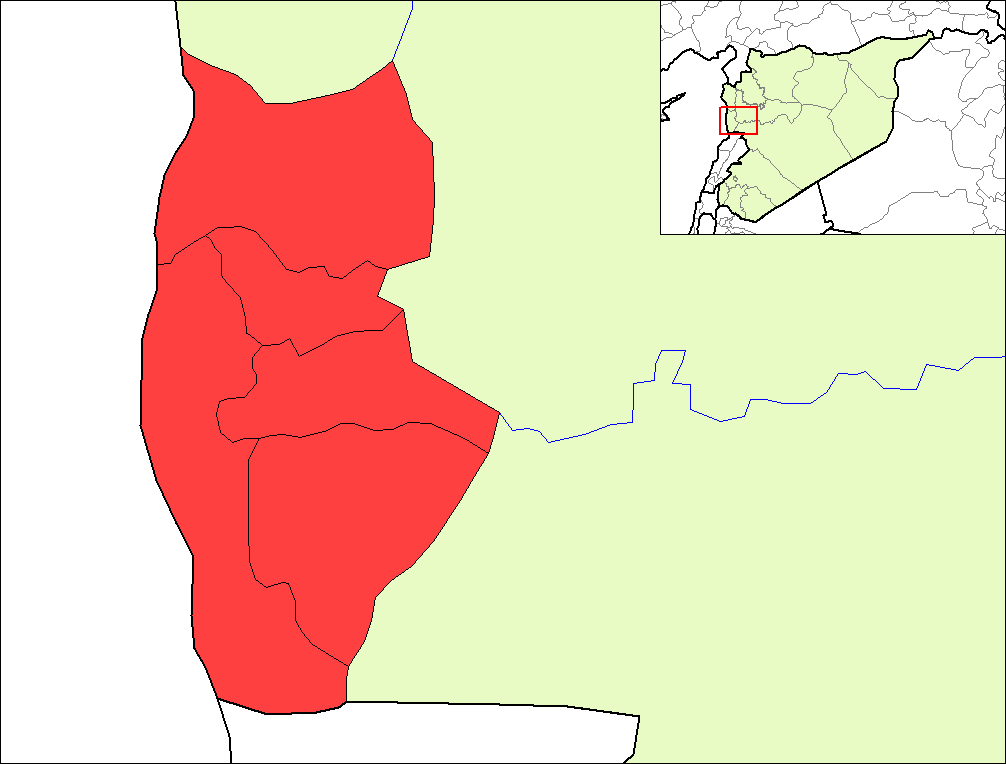

- District de Cheikh Bader (en)
- District de Banias (en)
- District de Dreikiche (en)
- District de Safita (en)
- District de Tartous (en)